# Bałałajka
Bałałajka (bałabajka, z ros. балалайка) – rodzaj instrumentu muzycznego należącego do rodziny gitar, ludowy instrument rosyjski. Posiada trójkątny korpus rezonansowy i trzy struny. Współcześnie można spotkać, zwłaszcza na Ukrainie, czterostrunowe i sześciostrunowe bałałajki.

## Wielkości bałałajek

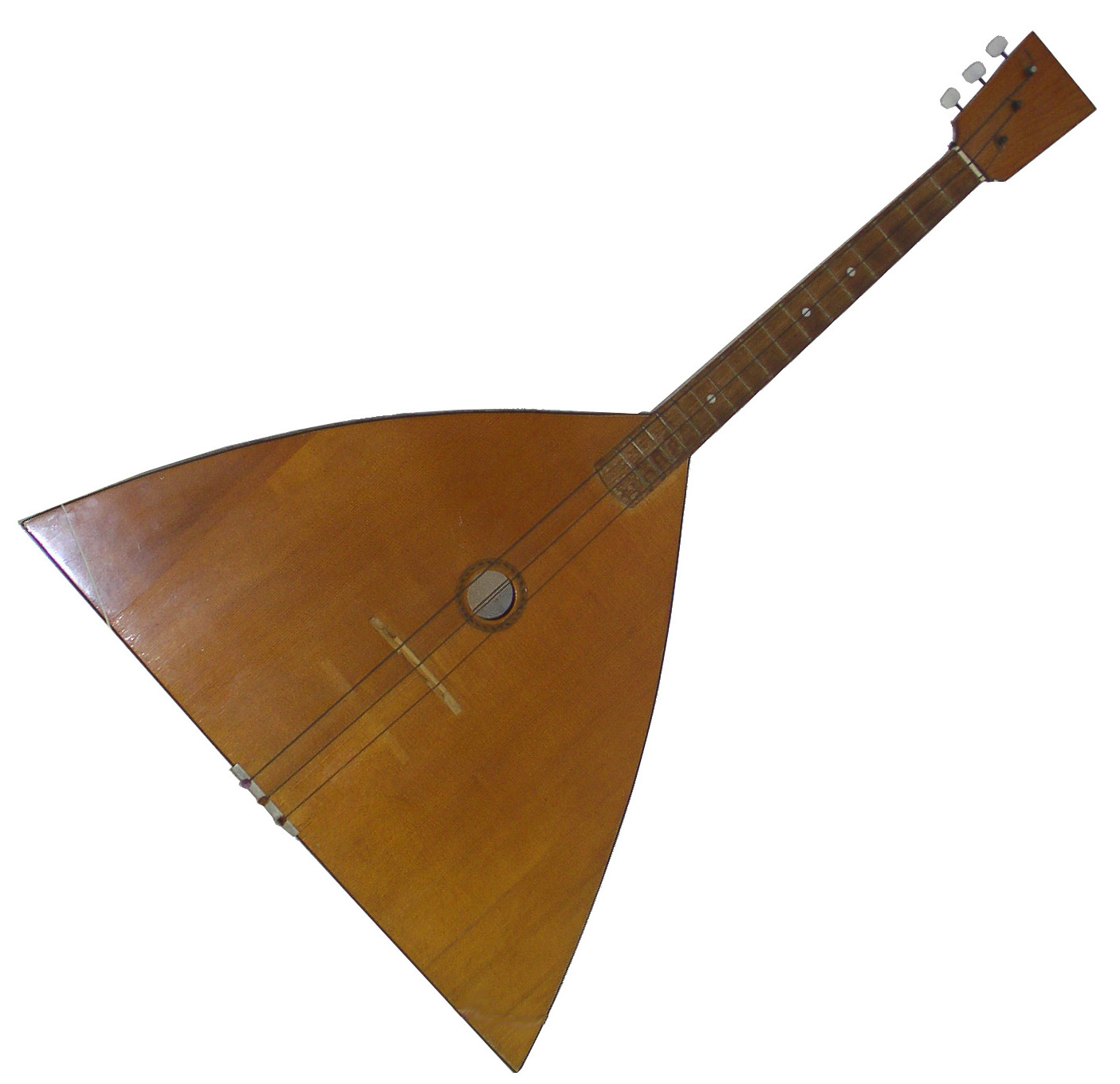
Bałałajka o wymiarach 100 cm x 65 cm

Bałałajka występuje w sześciu rozmiarach:
- piccolo (rzadko)
- prima (najczęściej)
- secunda
- alt
- bas
- kontrabas

## Strój
Bałałajka prima, najczęściej używana jako instrument solowy, strojona jest na E-E-A (dwie niższe struny są strojone na tę samą wysokość)

## Sposób gry
Przy grze na primie struny wprawiane są w drganie przez wyprostowany palec wskazujący, natomiast na większych instrumentach używa się kostki do gry. Ze względu na grubość strun w bałałajce kontrabasowej kostki do gry na niej wykonywane są najczęściej z podeszwy buta lub innej grubej skóry.
Skracanie strun przy grze następuje podobnie jak na gitarze, ale dodatkowo do skracania jednej lub dwóch niższych strun używany jest kciuk.

## Historia
Bałałajka jako instrument ludowy, pojawiła się w Rosji w XVII w., prawdopodobnie przejęta od Mongołów. Początkowo miała tylko dwie struny, trzecią dodano w XVIII w.
Pod koniec XIX wieku rosyjski szlachcic Wasilij Andriejew rozpoczął ujednolicanie bałałajki do użytku orkiestrowego. Ustalił on wielkości i stroje instrumentów używane do dzisiaj. W tym czasie bałałajki zaczęły być wykonywane przez lutników. Andrejew wskrzesił również dwa inne rosyjskie instrumenty ludowe: gusli i domrę.